# 布萊克芒廷 (北卡羅萊納州)
布萊克芒廷（英語：Black Mountain）是一個位於美國北卡羅萊納州班康縣的城鎮。

## 人口
根據2020年美國人口普查的數據，布萊克芒廷的面積為17.42平方千米，當中陸地面積為17.38平方千米，而水域面積為0.04平方千米。當地共有人口8426人，而人口密度為每平方千米484人。